# Nogent-le-Phaye
Nogent-le-Phaye è un comune francese di 1 340 abitanti situato nel dipartimento dell'Eure-et-Loir nella regione del Centro-Valle della Loira.

## Società

### Evoluzione demografica
Abitanti censiti